# Gordon Bell
Chester Gordon Bell (n. 19 august 1934, Kirksville⁠(d), Missouri, SUA – d. 17 mai 2024, Coronado⁠(d), California, SUA) a fost un inginer electotehnist și manager american. Un angajat timpuriu al Digital Equipment Corporation (DEC) între 1960–1966, Bell a proiectat mai multe dintre mașinile lor PDP și mai târziu a devenit vicepreședinte al Ingineriei în 1972–1983, supervizând dezvoltarea calculatoarelor VAX⁠(d). Cariera ulterioară a lui Bell include antreprenor, investitor, director adjunct fondator al unei direcții din NSF (1986–1987) și cercetător emerit la Microsoft Research, 1995–2015.

## Tinerețe și educație
Gordon Bell s-a născut în Kirksville, Missouri⁠(d). A crescut ajutând afacerea de familie, Bell Electric, reparând aparate electrocasnice și cablând case.
Bell a primit licența în 1956, și masterul (1957) în inginerie electrică de la MIT. În 1957–58 a mers la Universitatea de Tehnologie din New South Wales (acum UNSW) din Australia cu o bursă Fulbright, unde a predat cursuri de proiectare a computerelor, a programat unul dintre primele computere care au ajuns în Australia (numit UTECOM) și a publicat prima sa lucrare academică. Revenit în SUA, a lucrat la MIT Speech Computation Laboratory sub conducerea profesorului Ken Stevens, unde a scris primul program de analiză prin sinteză vocală.

## Carieră

### Digital Equipment Corporation
Fondatorii DEC, Ken Olsen și Harlan Anderson⁠(d) l-au recrutat pentru noua lor companie în 1960. Acolo, Bell a proiectat subsistemul I/O al PDP-1, inclusiv primul UART⁠(d). Bell a fost de asemenea arhitectul PDP-4 și PDP-6⁠(d) și a contribuit la arhitectura PDP-5⁠(d) și PDP-11⁠(d), precum și la crearea regiștrilor generali. 
După DEC, Bell a mers la Universitatea Carnegie Mellon în 1966 pentru a preda informatica. În 1972, a revenit la DEC ca vicepreședinte de inginerie, fiind responsabil de computerul de succes VAX.

### Antreprenor și consilier politic
Bell a ajuns să considere lucrul la DEC stresant și a suferit un atac de cord în martie 1983. După ce și-a revenit și la scurt timp după ce s-a întors la muncă, și-a dat demisia din companie. Ulterior, a fondat Encore Computer, companie care a creat unul dintre primele computere cu memorie partajată, cu mai multe microprocesoare, care a folosit cache snooping .
În anii 1980 s-a implicat în politicile publice, devenind primul și fondator director adjunct al Direcției CISE a NSF și a condus grupul inter-agenții care a creat NREN (rețeaua educațională din SUA).
Bell a înființat în 1987 Premiul ACM Gordon Bell (administrat de ACM și IEEE) pentru a încuraja dezvoltarea în procesarea paralelă. Primul premiu Gordon Bell a fost câștigat de cercetătorii de la Divizia de procesare paralelă a Laboratorului Național Sandia pentru munca depusă la hipercubul nCUBE 10 cu 1000 de procesoare.
A fost membru fondator al Ardent Computer în 1986, devenind VP pentru R&D în 1988 și a rămas până când compania a fuzionat cu Stellar în 1989, pentru a deveni Stardent Computer.

### Microsoft Research
Între 1991 și 1995, Bell a consiliat Microsoft în eforturile sale de a înființa un grup de cercetare, apoi s-a alăturat acestuia cu normă întreagă în august 1995, studiind teleprezența și ideile conexe. El a fost subiectul experimentului pentru proiectul MyLifeBits, un experiment în life-logging (diferit de life-blogging ). Aceasta a fost o încercare de a îndeplini viziunea lui Vannevar Bush de stocare automată a documentelor, imaginilor (inclusiv a celor realizate automat) și a sunetelor pe care o persoană le-a experimentat de-a lungul vieții, pentru a fi accesate cu rapiditate și ușurință. Pentru aceasta, Bell a digitalizat toate documentele pe care le-a citit sau produs, CD-uri, e-mailuri etc.

## Moarte
Bell a murit de pneumonie de aspirație la casa sa din Coronado, California⁠(d), pe 17 mai 2024. Avea 89 de ani.  

## Legea lui Bell a claselor de calculatoare
Legea lui Bell a claselor de calculatoare a fost descrisă pentru prima dată în 1972 odată cu apariția unei noi clase de microcalculatoare, cu preț mai mic, bazată pe microprocesor. Calculatoarele dintr-o clasă consacrată sunt puse pe piață piață la un preț constant cu funcționalitate și performanță în creștere. Progresele tehnologice în semiconductori, stocare, interfețe și rețele permit o nouă clasă de computere (platformă) să se formeze aproximativ la fiecare deceniu pentru a satisface o nouă nevoie. Fiecare nouă clasă, de obicei, cu prețuri mai mici, este menținută ca o industrie (piață) cvasi independentă. Clasele includ: mainframe (anii 1960), minicalculatoare (anii 1970), stații de lucru în rețea și computere personale (anii 1980), structura browser-web-server (anii 1990), computere palmtop (1995), servicii web (anii 2000), convergența telefoanelor mobile și a calculatoarelor (2003) și rețelele de senzori wireless (2004). Bell a prezis că rețelele de locuință se vor forma până în 2010.

## Moștenire și onoruri
Bell a fost descris ca „un gigant în industria computerelor”  și „un arhitect al erei noastre digitale”. 
Bell a fost ales membru al Academiei Naționale de Inginerie în 1977 pentru contribuțiile la arhitectura minicalculatoarelor. El este, de asemenea, membru al Academiei Americane de Arte și Științe (1994), Asociația Americană pentru Progresul Științei (1983), ACM (1994), IEEE (1974), și membru al Academiei Naționale de Științe (2007) și membru al Academiei Australiane de Științe Tehnologice și Inginerie (2009).
El a fost, de asemenea, membru al consiliului consultativ al TTI/Vanguard și fost membru al Comitetului consultativ sectorial al Diviziei de Tehnologia Informației și Comunicațiilor din Australia a Organizației Commonwealth Scientific and Industrial Research.
Bell a fost primul beneficiar al medaliei IEEE John von Neumann, în 1992. Printre alte premii ale sale se numără Fellow of the Computer History Museum, AeA Inventor Award, Vladimir Karapetoff Outstanding Technical Achievement Award al Eta Kappa Nu și Medalia Națională a Tehnologiei din 1991, primită de la președintele George H.W. Bush.
În 1993, Institutul Politehnic Worcester i-a acordat lui Bell un doctorat onorific în inginerie, iar în 2010, Bell a primit titlul de doctor onorific în știință și tehnologie de la Universitatea Carnegie Mellon. Acest din urmă premiu se referea la el drept „tatăl minicalculatorului”.
Bell a co-fondat Muzeul Calculatoarelor din Boston, Massachusetts, împreună cu soția sa Gwen Bell în 1979. A fost membru fondator al consiliului de administrație al succesorului său, Muzeul de Istorie a Calculatoarelor, situat în Mountain View, California⁠(d). În 2003, a fost numit Fellow al Muzeului „pentru rolul său cheie în revoluția minicomputerelor și pentru contribuțiile ca arhitect și antreprenor de calculatoare”. Povestea evoluției muzeului începând cu începutul anilor 1970 cu Ken Olsen de la Digital Equipment Corporation este descrisă în Raportul tehnic Microsoft MSR-TR-2011-44, „Out of a Closet: The Early Years of The Computer [x]* Museum ".

## Cărți
- (cu Allen Newell) Computer Structures: Readings and Examples (1971, ISBN: 0-07-004357-4)
- (cu C. Mudge și J. McNamara) Computer Engineering (1978, ISBN: 0-932376-00-2)
- (cu Dan Siewiorek și Allen Newell) Computer Structures: Principles and Examples (1982, ISBN: 0-07-057302-6)
- (cu J. McNamara) High Tech Ventures: The Guide for Entrepreneurial Success (1991, ISBN: 0-201-56321-5)
- (cu Jim Gemmell) Total Recall: How the E-Memory Revolution will Change Everything (2009, ISBN: 978-0-525-95134-6)
- (cu Jim Gemmell) Your Life Uploaded: The Digital Way to Better Memory, Health, and Productivity (2010, ISBN: 978-0-452-29656-5)